# Évariste Kimba
Évariste Kimba Mutombo (* 16. Juli 1926; † 2. Juni 1966 in Kinshasa) war ein kongolesischer Politiker und 1965 kurzzeitig Premierminister der Demokratischen Republik Kongo.

## Politische Laufbahn
Während der Sezession Katangas nach der Unabhängigkeit des Kongo von Belgien 1960 war er Außenminister unter Moise Tschombé.
Nach Ende der Unabhängigkeit Katangas und einer Zeit im Exil wurde Tschombé am 10. Juli 1964 Premierminister der Zentralregierung. Nachdem Tschombé am 13. Oktober 1965 entlassen worden war, berief Präsident Joseph Kasavubu Kimba zum Nachfolger. Am 18. Oktober 1965 stellte Kimba seine Regierung vor. Das Parlament lehnte sie am 14. November 1965 mit 134 zu 121 Stimmen ab, der Präsident nominierte ihn aber erneut. Kimba war der letzte Premierminister des Präsidenten Kasavubu, der zehn Tage später von Joseph-Désiré Mobutu gestürzt wurde. Letzterer regierte bis 1997.
Am Pfingstsonntag, 29. Mai 1966,  wurde Kimba zusammen mit den anderen Ex-Ministern Emmanuel Bamba, Jérôme Anany und Alexandre Mahamba auf Befehl des Präsidenten Mobutu von Militärangehörigen verhaftet. Die Anklage lautete auf Verschwörung und Vorbereitung eines Umsturzes, mit angeblicher Unterstützung von vier ausländischen Botschaften (Belgien, Frankreich, USA und Deutschland). In einem 90 Minuten dauernden Schauprozess wurden die Führer der Pfingst-Verschwörung von einem Sondermilitärgericht am 30. Mai 1966 zum Tod durch den Strang verurteilt. Am 2. Juni 1966 wurde er zusammen mit den anderen Verurteilten in Kinshasa vor über 100'000 Schaulustigen öffentlich gehängt.